# Rhaphidophora hookeri
Rhaphidophora hookeri är en kallaväxtart som beskrevs av Heinrich Wilhelm Schott. Rhaphidophora hookeri ingår i släktet Rhaphidophora och familjen kallaväxter. Inga underarter finns listade.